# Okrug Moravica
| Moravički Okrug | Moravički Okrug |
| Lage in Serbien | Lage in Serbien |
| --------------- | --------------- |
| Staat:          | Serbien         |
| Fläche:         | 3.016 km²       |
| Einwohner:      | 230.748 (2002)  |
| Hauptstadt:     | Čačak           |
| ISO 3166-2:     | RS-17           |

Moravica (serbisch Моравички округ, Moravički okrug) ist ein Verwaltungsbezirk im serbischen Kernland.
Er besteht aus folgenden Gemeinden (opštine)
- Gornji Milanovac
- Čačak
- Lučani
- Ivanjica

Der Bezirk hat laut Volkszählung 2002 230.748 Einwohner. Der Hauptverwaltungssitz ist in Čačak.
Es gibt wichtige religiöse Monumente in der Umgebung Čačaks in Form von Klöstern und Kirchen. Die 10 Klöster mit der Bezeichnung „Ovčarsko-Kablarska Klisura“ haben für Serbien eine hohe Bedeutung. Viele von ihnen wurden zur Zeit der Dynastien Nemanjić, Lazarević und Branković erbaut. Über Jahrhunderte hinweg wurden in diesen Klöstern historische Schriftstücke und Dokumente verwahrt und auch dort erstellt.
Čačak ist eines der wichtigsten wirtschaftlichen Zentren Serbiens. Die Wirtschaft wird von der industriellen Produktion dominiert. Eine zentrale Stellung nehmen dabei die metallverarbeitenden Betriebe „Sloboda“ und „Cer“ ein, des Weiteren die Papierfertigung, die Chemiefabrik „1. Maj“ und das Unternehmen für Ackerbau und Landwirtschaft „Stocar“.
Koordinaten: 43° 54′ N, 20° 24′ O